# Cratere Hamuda
Hamuda  è un cratere sulla superficie di Venere.